# Henriette Lorimier
Elisabeth Henriette Marthe Lorimier (ur. 7 sierpnia 1775, zm. 1 kwietnia 1854) – francuska malarka, popularna portrecistka aktywna w I połowie XIX w. w Paryżu.
Była uczennicą malarza historycznego Jeana-Baptiste Regnaulta. Wystawiała w paryskim Salonie w latach 1800–1806 i 1810–1814. W 1805 księżniczka Karolina, siostra Napoleona Bonaparte zakupiła jej obraz La chèvre nourricière. W 1806 artystka otrzymała medal pierwszej klasy za płótno Jeanne de Navarre. Obraz został zakupiony przez cesarzową Józefinę i znajduje się do dzisiaj w Château de Malmaison.
Partnerem życiowym Henriette Lorimier był francuski dyplomata i pisarz, członek Institut de France François Pouqueville. Para mieszkała razem od 1817 aż do jego śmierci w 1838. Prowadzili aktywne życie towarzyskie, byli stale obecni na paryskich salonach i utrzymywali kontakty ze artystami i intelektualistami. Wśród ich przyjaciół byli François-René de Chateaubriand, Aleksander Dumas (ojciec), Jean Ingres i François Arago.

## Wybrane prace
- Une jeune fille, près d'une fenêtre, pleurant sur un passage d'Atala, 1802,
- La Chèvre nourrice, 1804,
- Autoportrait, ok. 1805,
- Portrait de Sophie Regnault, 1805,
- Jeanne de Navarre, 1806,
- L'Enfant reconnaissant, 1810,
- Portrait de feu M. Joseph Delaleu'', 1812,
- Portrait de la marquise de Reinepont, 1816,
- Portrait de François-Charles-Hugues-Laurent Pouqueville, 1830,
- Portrait de Céleste Buisson de Lavigne, vicomtesse de Chateaubriand, 1840.

## Galeria – portrety

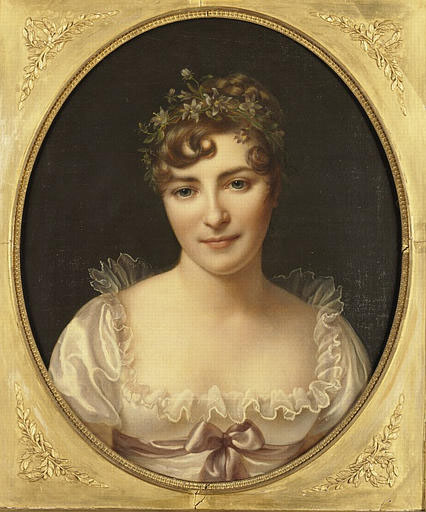
Mme de Margolis
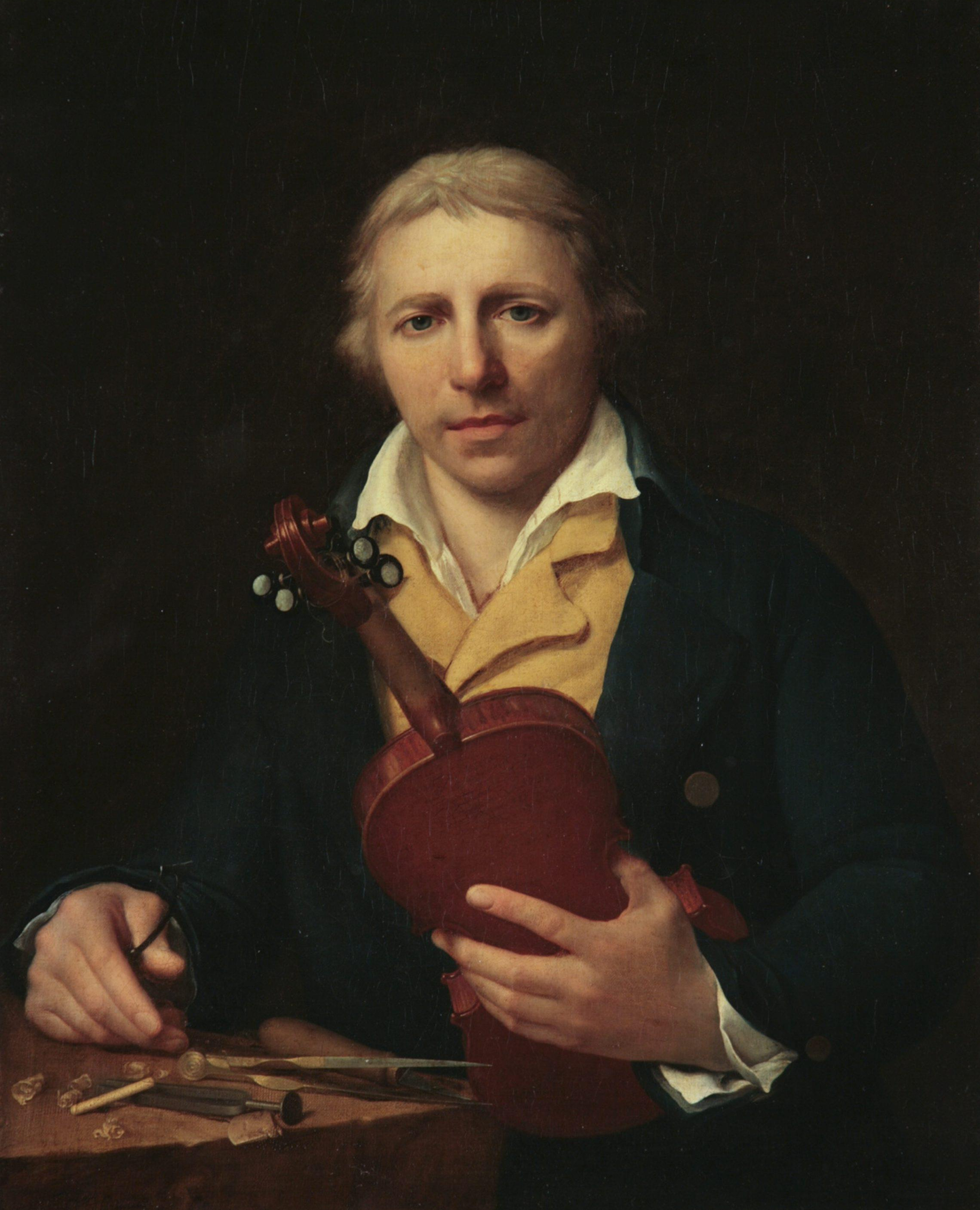
Luthier Nicolas Lupot
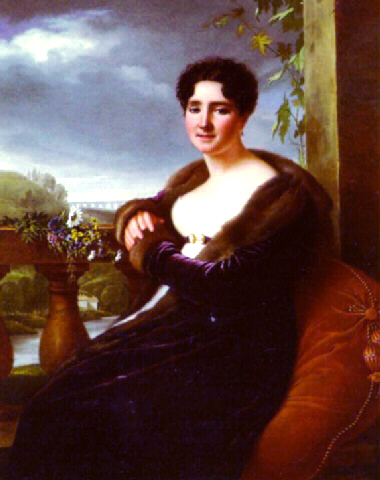
Marquise de Reinepont, 1817
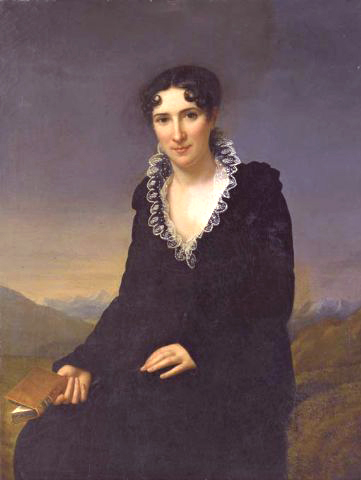
Madame Desmarets, 1807